# 磔刑 (ティントレット、サン・ロッコ大同信会)
『磔刑』（たっけい、伊: La Crocifissione, 英: The Crucifixion）は、ルネサンス期のイタリアのヴェネツィア派の巨匠ティントレットが1565年に制作した絵画である。油彩。『新約聖書』の4つの福音書で言及されている十字架上でのイエス・キリストの磔刑を主題としている。高さ536センチ、横幅1224センチという、ティントレットの現存する作品の中でも屈指の大画面を持ち、ゴルゴタの丘で繰り広げられる磔刑の光景が圧倒的なスケールで描かれている。ティントレットの最高傑作であり、同主題を扱った西洋絵画の中で最高の表現の1つであると同時に、ティツィアーノ・ヴェチェッリオの『聖母被昇天』（L'Assunta）に次いで、ルネサンス期のヴェネツィア派絵画の最高傑作の1つとなっている。ヴェネツィアのサン・ロッコ大同信会のアルベルゴの間（Sala dell'Albergo）のために制作され、現在も同同信会に所蔵されている。また各地の美術館に本作品の準備素描が所蔵されているほか、異なるバージョンがヴェネツィアのアカデミア美術館に所蔵されている。

## 主題
イエス・キリストが十字架上で磔刑に処されたことは「マタイによる福音書」27章、「マルコによる福音書」15章、「ルカによる福音書」23章、「ヨハネによる福音書」19章で言及されている。
捕えられたイエスが十字架を背負ってゴルゴタの丘に引かれていく間、大ぜいの民衆と、嘆き悲しむ女たちがイエスに従って行った。イエスのほかに2人の罪人も引かれていった。ゴルゴタの丘に着くと、朝の9時頃、イエスと2人の罪人は十字架に架けられた。人々は籤を引いてイエスの衣服を分け合った。イエスの上には「ユダヤ人の王」と罪状書きが掛けてあった。祭司長たちはピラトにユダヤ人の王ではなく、王と自称したと書き直すよう求めたが、ピラトは変更しなかった。イエスの十字架のそばには、聖母マリアと姉妹のエリサベト、クロパの妻マリア、マグダラのマリアがたたずんでいた。役人や兵士は嘲笑して言った。「本当に神の子キリスト、選ばれた者、あるいはユダヤ人の王であるなら、自分自身を救うがいい」。祭司長たちも律法学者や長老たちと一緒になって同じように嘲弄した。しまいには、イエスの左右で十字架に架けられた罪人の1人が同じように悪口を言い続けた。もう1人の罪人はそれをたしなめて「お前は同じ刑を受けていながら神を恐れないのか。罪の報いを受けているのだからこうなったのは当然だが、この人は何も悪いことをしていない」と言い、さらにイエスに「あなたが御国の権威をもっておいでになるときは、わたしを思い出してください」と言った。イエスは応えて言った、「よく言っておくが、あなたは今日、わたしと一緒に天国にいるであろう」。そのとき昼の12時頃であったが、太陽は光を失って全地は暗くなり、それが3時頃まで続いた。兵士は海綿に酸っぱい葡萄酒を含ませて、棒の先端につけ、イエスの口元に差し出して飲ませようとした。そのとき、イエスは声高く「父よ、わたしの霊を御手にゆだねます！」と叫び、ついに息を引きとった。すると聖所の幕は真っ二つに裂け、さらに地震が起きて岩が裂けた。また墓が開いて多くの聖徒たちの遺体が生き返った。百人隊長はこの光景を見て「本当に、この人は正しい人であった」と言った。

## 制作経緯

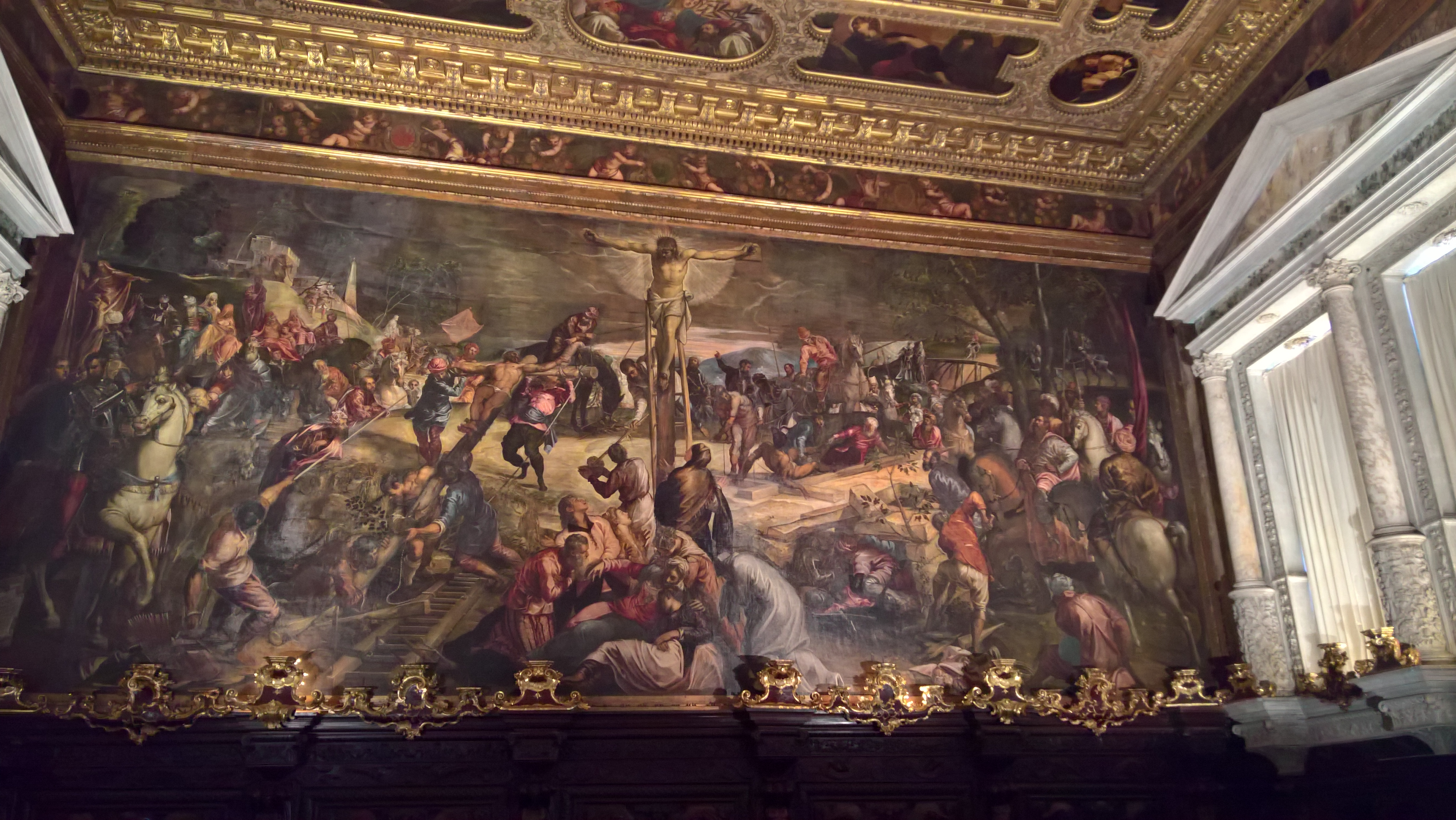
アルベルゴの間に設置された絵画。

本作品は聖ロクスを守護聖人とするサン・ロッコ大同信会および付属のサン・ロッコ教会の装飾事業でもかなり初期の1565年に制作された。その前年の1564年、サン・ロッコ同信会は新しく完成した同信会館のアルベルゴの間の天井画を発注する画家を選考するためのコンテストを開いた。アルベルゴの間は同信会を運営する高位のメンバーが集まる広間であり、重要文書や財産、聖遺物などの貴重品を収めた重要な場所であった。そのため同信会は装飾事業に着手する最初の場所として、アルベルゴの間を選択した。このコンテストには、ジュゼッペ・ポルタ、フェデリコ・ツッカリ、パオロ・ヴェロネーゼといった画家が参加したが、ティントレットは審査前日に寄贈と称して『聖ロクスの栄光』（Gloria di san Rocco）を持ちこんだ。この行動は同信会の反発を招いたが、テントレットは最終的に他の参加者たちに勝利し、天井画の装飾全体を1564年の夏から秋にかけて無報酬で制作した。その後、アルベルゴの間の壁面装飾を1565年から1567年にかけて行い、正面の壁全体を飾る大キャンバス画として本作品が制作された。ヴェネツィアの同信会では、アルベルゴの間の装飾は守護聖人の生涯のエピソードが描かれる傾向にあったが、サン・ロッコ大同信会館ではサン・ロッコ教会の装飾で聖ロクスの生涯が絵画の主題となっていたため、慣例的な主題を選択する必要はなかった。そこでキリストの受難がアルベルゴの間の壁面を飾る連作の主題として選ばれた。最初の大作『磔刑』が制作されたのち、『カルヴァリオへの道』（La Salita al Calvario）、『この人を見よ』（L'Ecce Homo）、『ピラトの前のキリスト』（Cristo davanti a Pilato）が制作された。ティントレットはこれ以降から1587年まで同信会の装飾に携わり、イエス・キリストや聖母マリアの生涯、『旧約聖書』などを主題に総数68点におよぶ作品を制作した。

## 作品
ティントレットはゴルゴタの丘の頂上で繰り広げられる磔刑の全ての情景をパノラマとして描いている。画面の圧倒的なスケールは画面の巨大さだけに由来するのではなく、悲劇の情感を盛り上げ、劇的雰囲気を見事に創り出したティントレットの構想によってもたらされている。

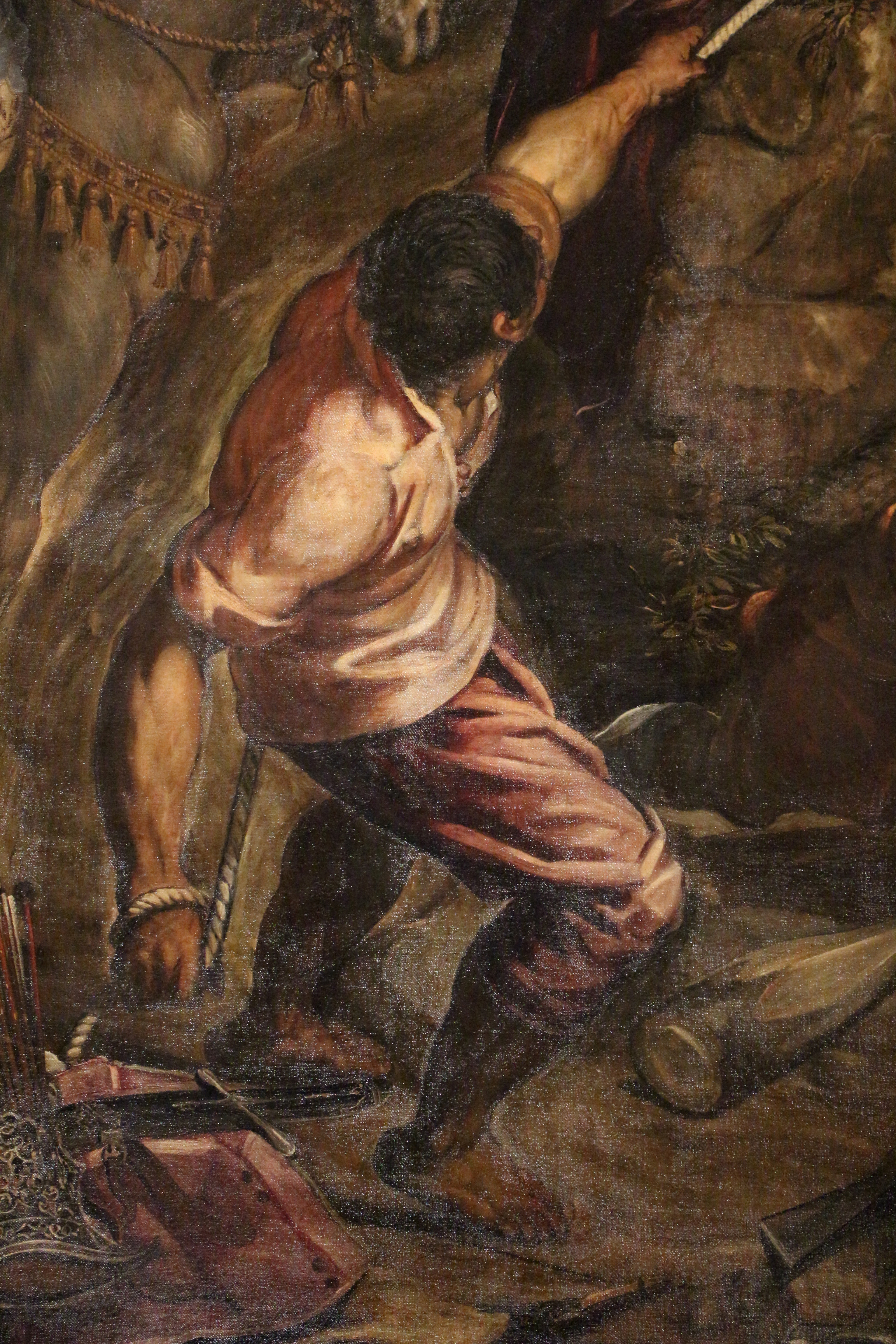
十字架を立てるためロープを引っ張る人物。

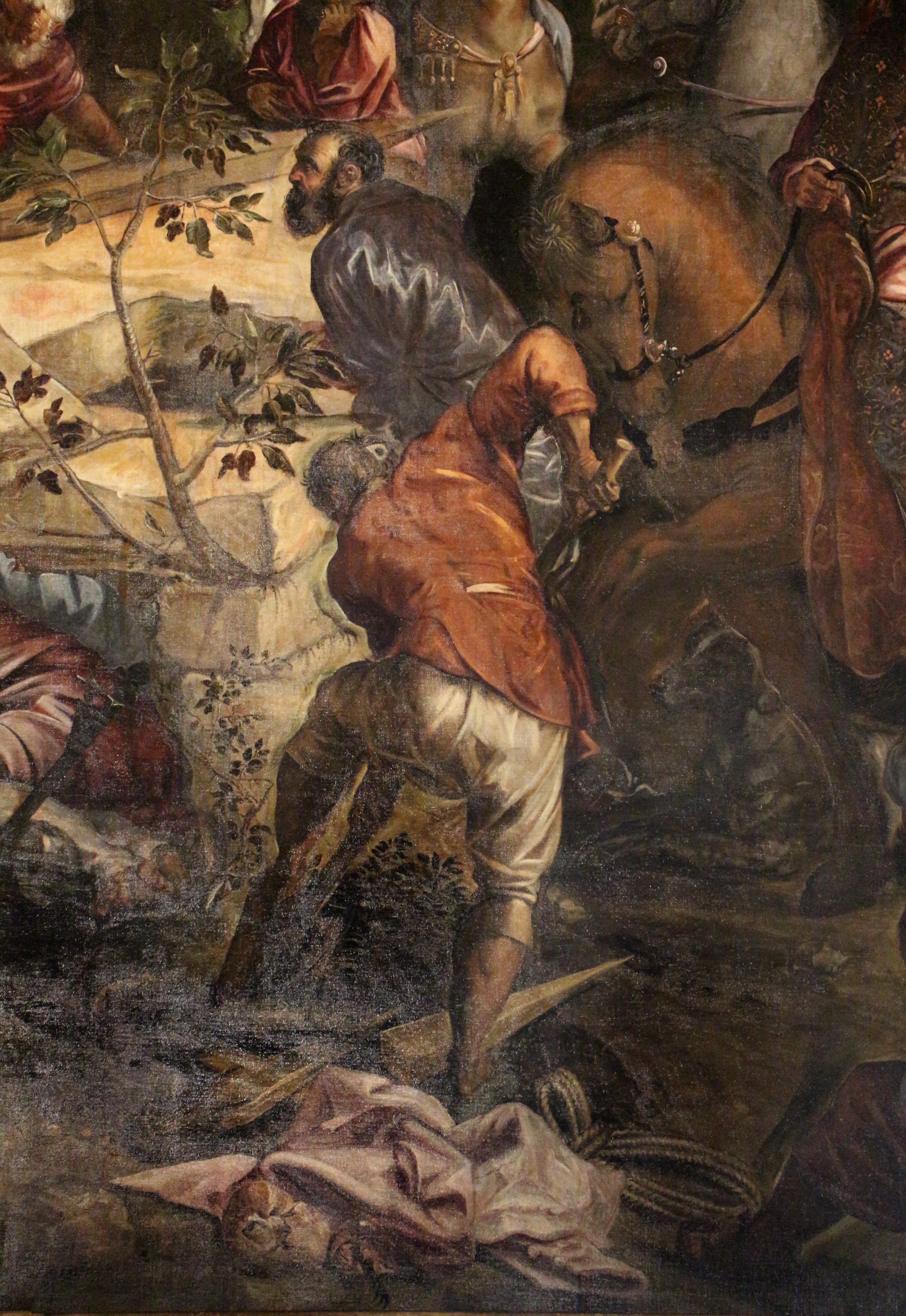
画家の自画像とされる沈思黙考する人物。

人々は群像として見事に表現され、それぞれが自らの役割や行動に没頭している。しかし画面全体が活発な動きに満ちている中で、画面中央のキリストの周囲だけは苦悶と悲嘆による静寂の空気に包まれている。空が暗闇に包まれる中、キリストは輝きを放っている。その下では、人夫が十字架に掛けられた梯子の上で片足立ちをしながら身体を下に曲げ、別の人夫が持っている葡萄酒の入った容器に海綿を浸して、キリストに飲ませようとしている。十字架の根元では女たちが悲嘆に暮れており、聖母マリアは気絶し、何人かの女たちは十字架上を見上げている。
福音書によるとキリストとともに2人の罪人が磔刑に処されたと語られているが、彼らはいまだ磔刑の準備が整っておらず、キリストの両側に立てるべく準備が進められている。画面右の後景では、罪人の1人が地面に置かれた十字架の上に横たえられ、馬上の男を含む数人がかりで十字架に縛りつけられている。
一方の画面左では、もう1人の罪人はすでに十字架に縛り終え、十字架を立てる作業が進行している。作業する人夫のうち数人は十字架の根元を支えながら持ち上げようとしており、別の人夫たちは一段高い場所で十字架を持ち上げようとしている。さらに画面左端の前景では別の人夫が十字架の水平部分に結びつけられたロープで引っ張り上げようとしている。これらの作業により、罪人を縛る十字架は地面から浮き上がり、今まさにキリストの右隣に立てられようとしている。
画面右の人物群に紛れて、前かがみになって沈黙している青い衣を着た黒い髭の男はティントレットの自画像と考えられている。また画面左端の白馬に騎乗したローマの百人隊長は、絵画を委託した同信会の最高幹部ジローラモ・ロタ（Girolamo Rota）の肖像画と考えられている。

1565年3月9日、ティントレットは『磔刑』の最終支払いとして250ドゥカートを受け取り、同年に画面左下の奉納碑文に署名した。ラテン語で記された奉納碑文は、この委託に際してジローラモ・ロタが果たした重要な役割を強調している。

### 構図

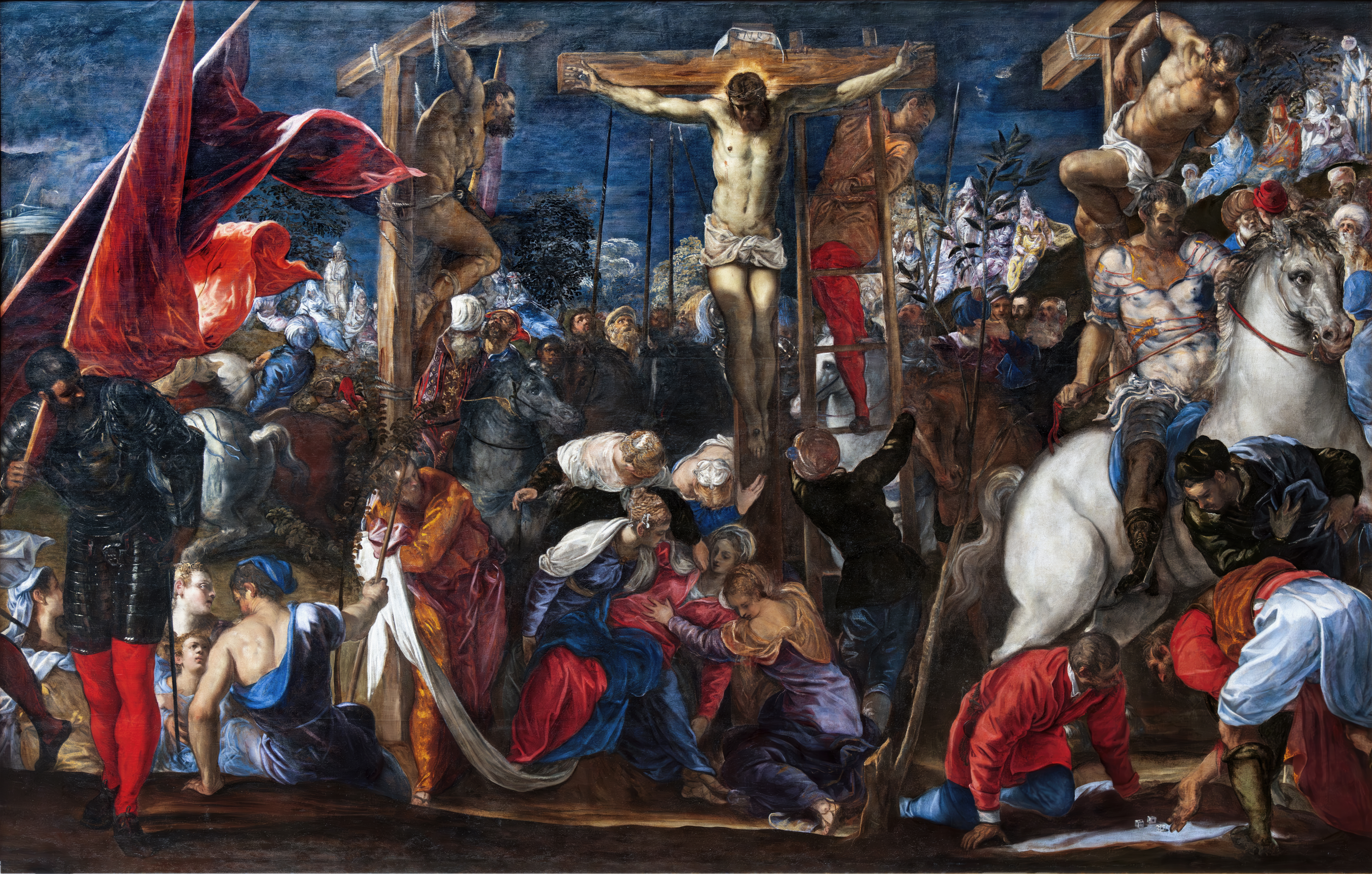
ティントレットが1554年にサン・セヴェロ教会のために制作した『磔刑』。 アカデミア美術館所蔵。

画面は中央に大きくそびえる十字架上のキリストによって支配され、複雑な構図の中心として機能している。多くの群像の中で画面中央の磔刑図だけが唯一の垂直線と水平線で構成されている。この中央の十字架を基点に、2つの対角線が交差し、作業する人々の間に統一感をもたらしている。
ティントレットは10年前の1554年にも、ヴェネツィアのサン・セヴェロ教会（Church of San Severo）の礼拝堂のために同主題の絵画を制作しており、劇的かつ大胆な表現を用いて制作している。その迫力は本作品には及ばないものの、ここで見られる要素のいくつかは10年後の本作品の広大な構図を整理するうえで確実に貢献している。その影響は中央のキリスト、その下で悲嘆する女性たち、画面右端下の賽子でキリストの衣服の所有者を決めようとする兵士たち、画面右端の騎乗した人物像にはっきり窺える。しかし、以前の作品がやや混雑していたのに対して、本作品はキリストを画面上端に配置して構図の緒要素から距離を取り、前景の異時同図的な多くの物語的要素を空間的な間隔によって慎重に配置を決め、整理することで、構図の混乱を緩和することに成功している。
ティントレットは構図のために何十もの人物像の習作を制作したと考えられている。いくつかの素描が現存しており、ロンドンのヴィクトリア&アルバート博物館には画面右の後景の馬上の人物の素描が、フィレンツェのウフィツィ美術館には十字架の根元で悲嘆している女性の1人が、ロッテルダムのボイマンス・ヴァン・ベーニンゲン美術館にはキリストの下で海綿を葡萄酒に浸している人物が素描されている。これらのうち、ウフィツィ美術館の素描では衣文とその下のねじれた身体の構造にも焦点を当てている。
研究者たちは、最後の審判において善人と悪人の魂がキリストの左右に分けられ、善人の魂がキリストのいる天国に入り、悪人の魂が地獄に送られて永遠の刑罰を受けるように、ティントレットがキリストを中心として画面を善人のいる画面左と悪人のいる画面右の2つの領域に分けたことを示唆している。この点が明確に表れていると考えられるのは2人の罪人である。画面右の邪悪な罪人がいまだ地面に横たわっているのに対し、画面左の悔い改めた罪人はキリストのほうを見つめながら、十字架とともに上昇している。この表現は「ヨハネによる福音書」の一節「今はこの世が裁かれる時である。今こそこの世の君は追い出されるであろう。そして、わたしがこの地から上げられるとき、すべての人をわたしのもとに引き寄せるであろう」を思い出させる。

## 評価
『磔刑』はすぐに賞賛された。エングレーヴィングも多く制作されたが、その最初のものは1582年に第3代トスカーナ大公フェルディナンド1世・デ・メディチのためにアゴスティーノ・カラッチによって制作された。カルロ・リドルフィによると、アゴスティーノ・カラッチがティントレットに制作した版画を見せたとき、ティントレットはその出来栄えに多いに喜び、アゴスティーノ・カラッチを賞賛した。その銅版はその後、美術商のダニエル・ナイスが入手して、フランドルに持ち込み、劣化を防ぐために金で鍍金したという。
ヴィクトリア朝の美術評論家ジョン・ラスキンは、本作品を見るといつもの雄弁さを失い、ただ次のように述べた。
またニューヨーク出身の作家・小説家ヘンリー・ジェイムズは次のように述べた。

## 修復
サン・ロッコ大同信会の『磔刑』は、2023年から同信会館のアルベルゴの間でセーブ・ヴェネツィアによって修復が行われている。ヴェネツィア保護国際民間委員会連盟（The International Private Committees for the Safeguarding of Venice）は、すでに2018年にティントレットの生誕500年を記念して絵画19点と墓の修復を援助していた。2023年の最初の数か月間は科学技術を用いた画面の損傷度合の調査に充てられ、その後、2023年春から汚れ、古いワニス、古い修復による塗り直しなどの、オリジナル以外の部分が慎重に除去されている。この修復は2年間行われる予定である。

## ギャラリー

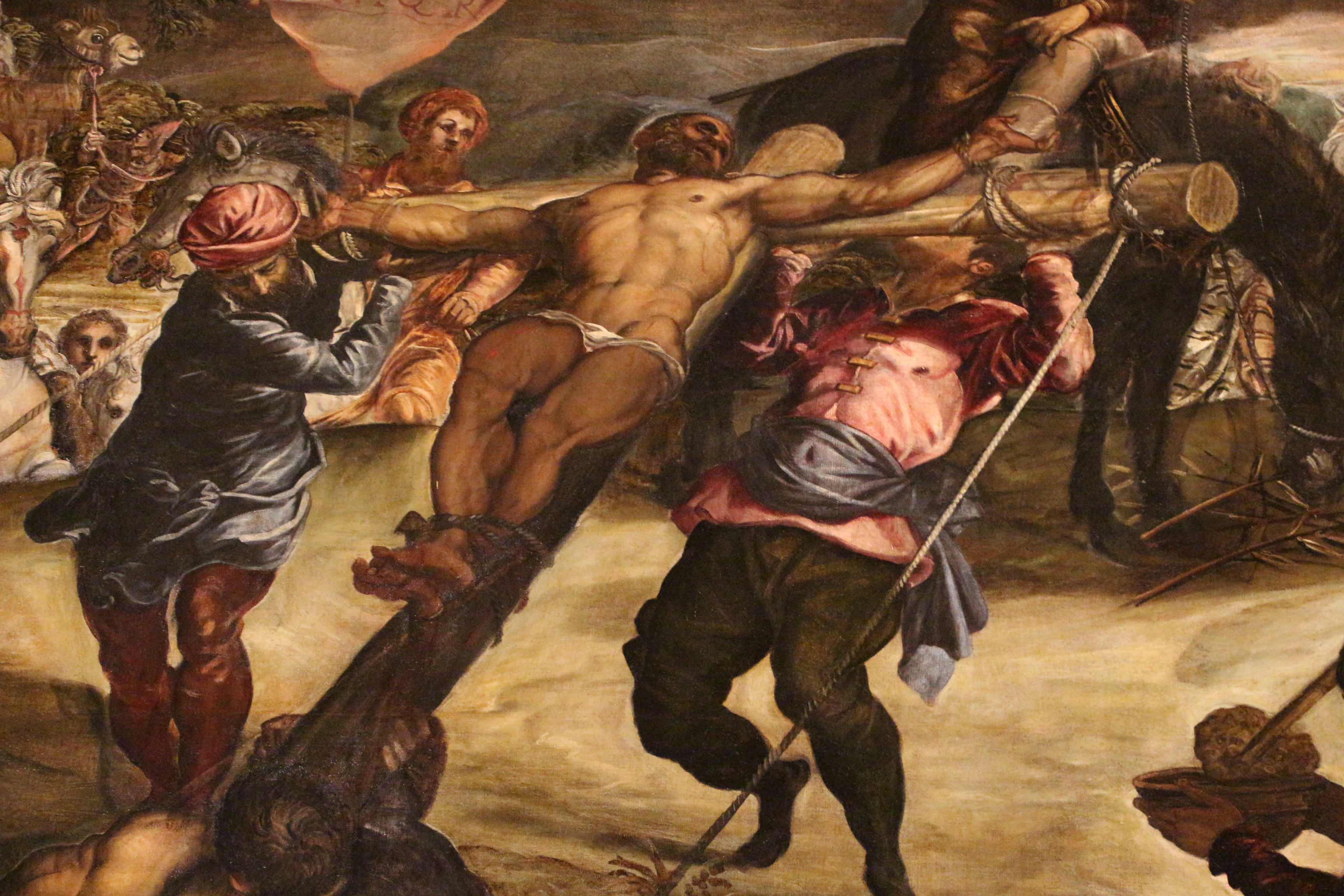
画面左側。罪人を縛りつけた十字架が立てられようとしている。
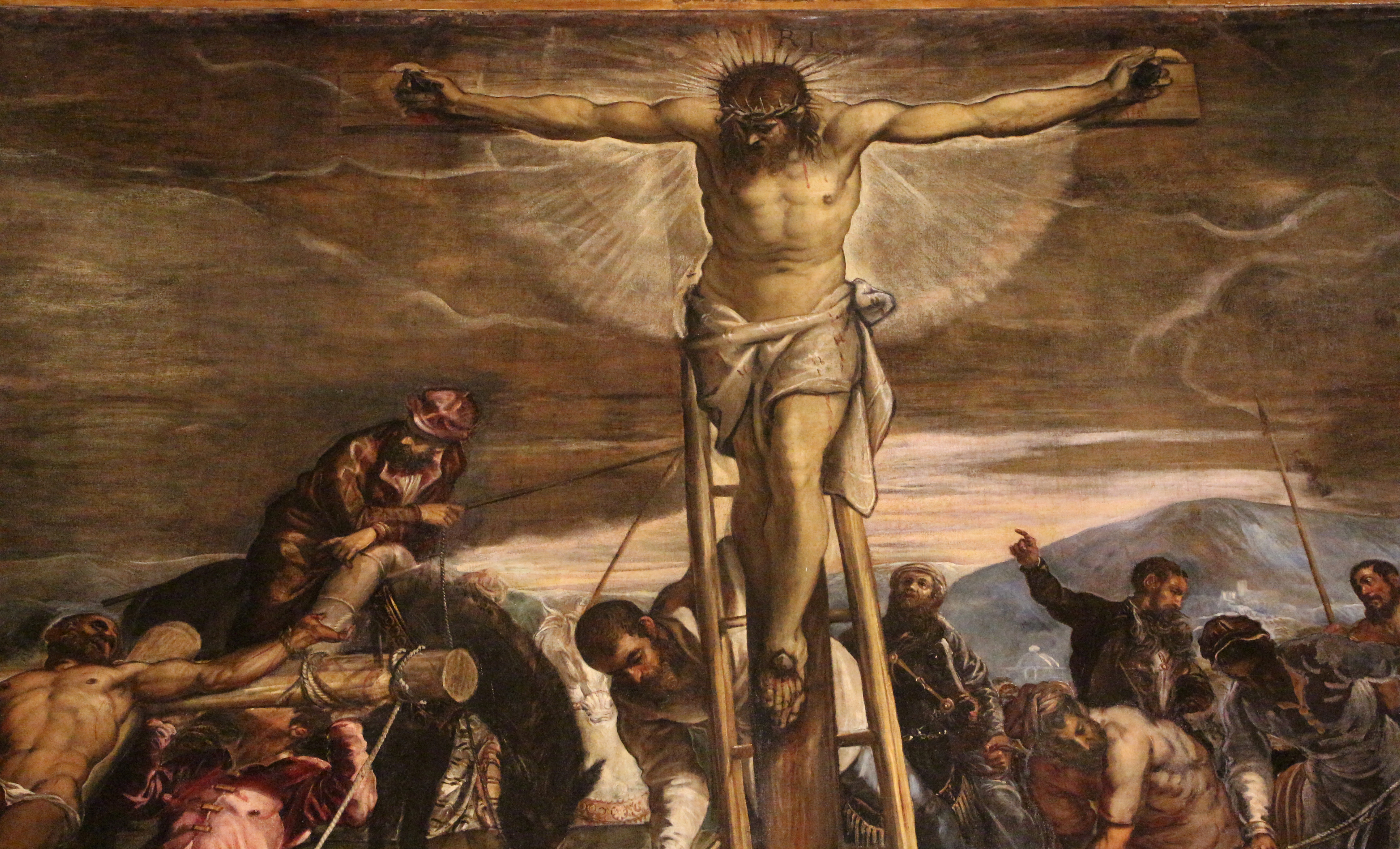
画面中央。十字架上のイエス・キリスト。
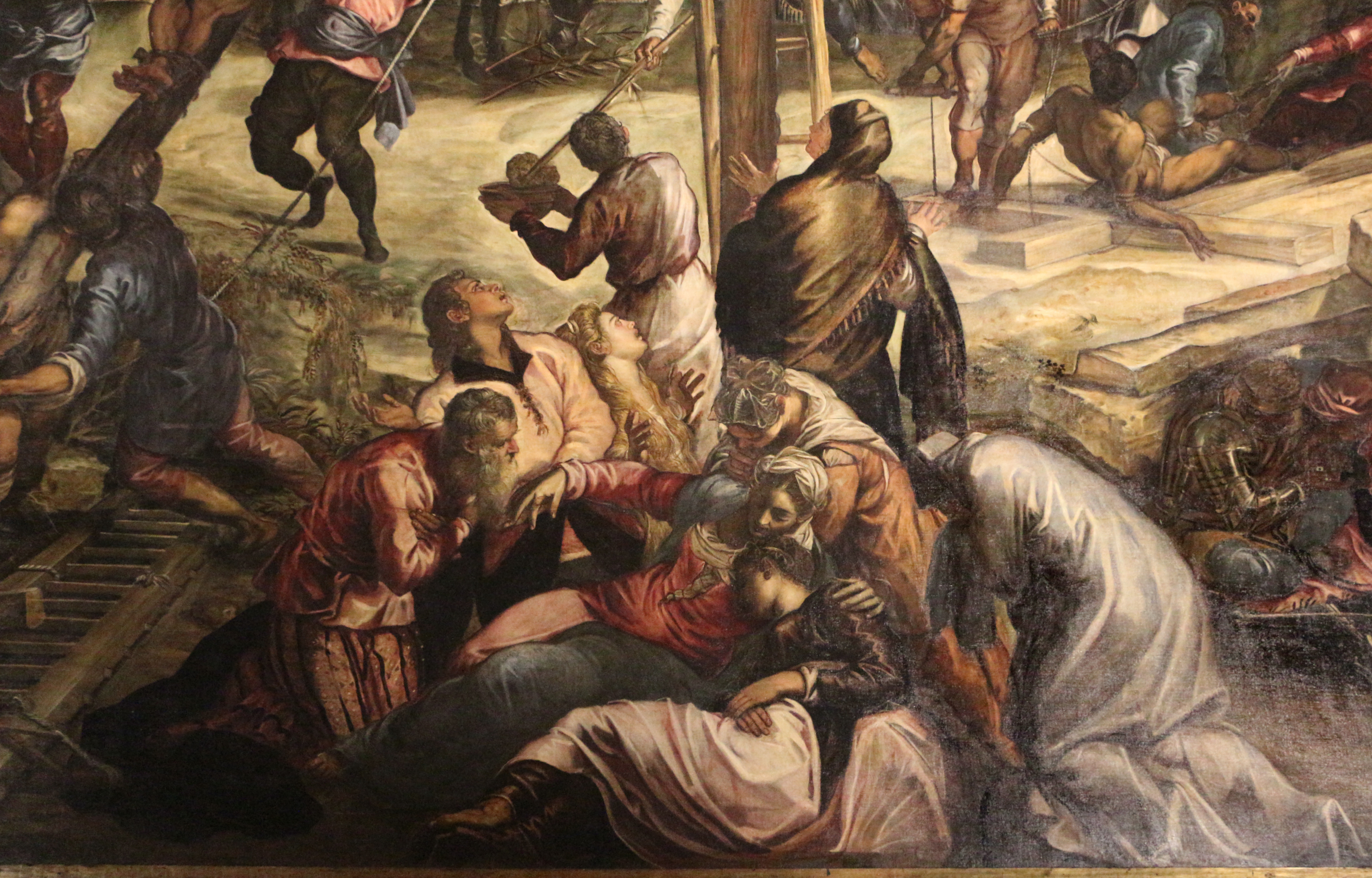
画面中央下。悲嘆に暮れる女たち。聖母マリアは気絶している。
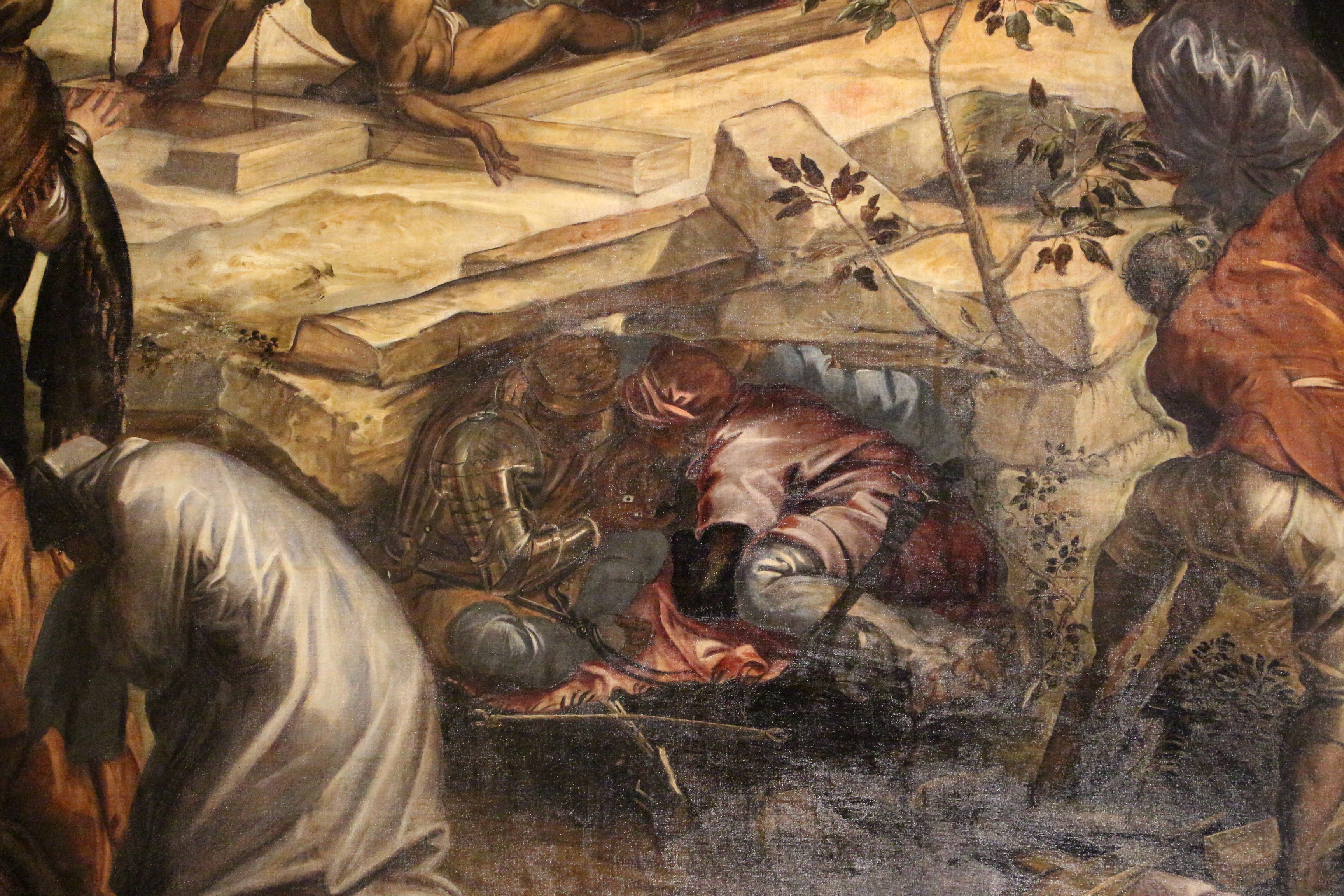
画面右前景。賽子でキリストの衣服の所有を決める兵士たち。
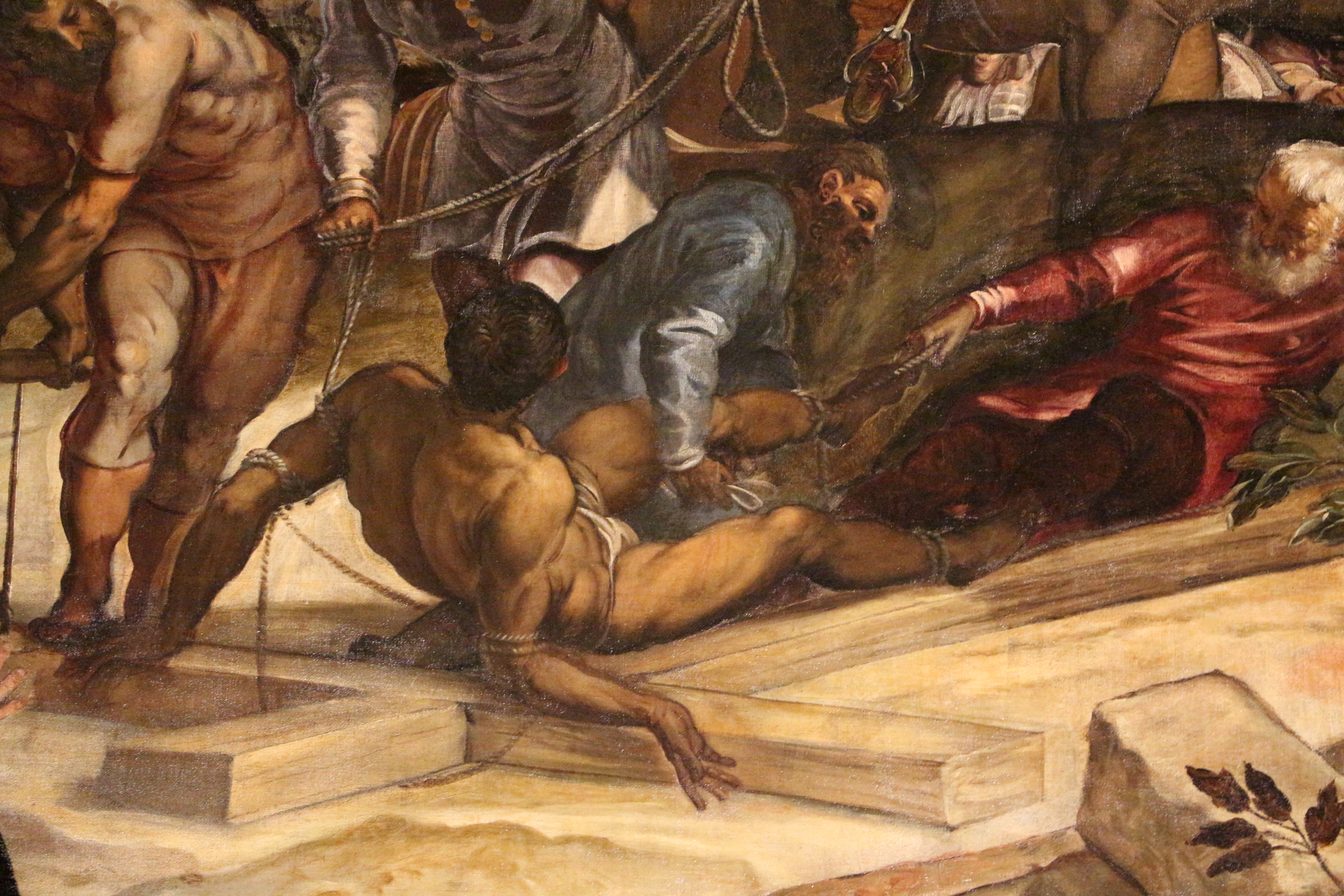
画面右後景。罪人の1人が十字架に縛りつけられようとしている。
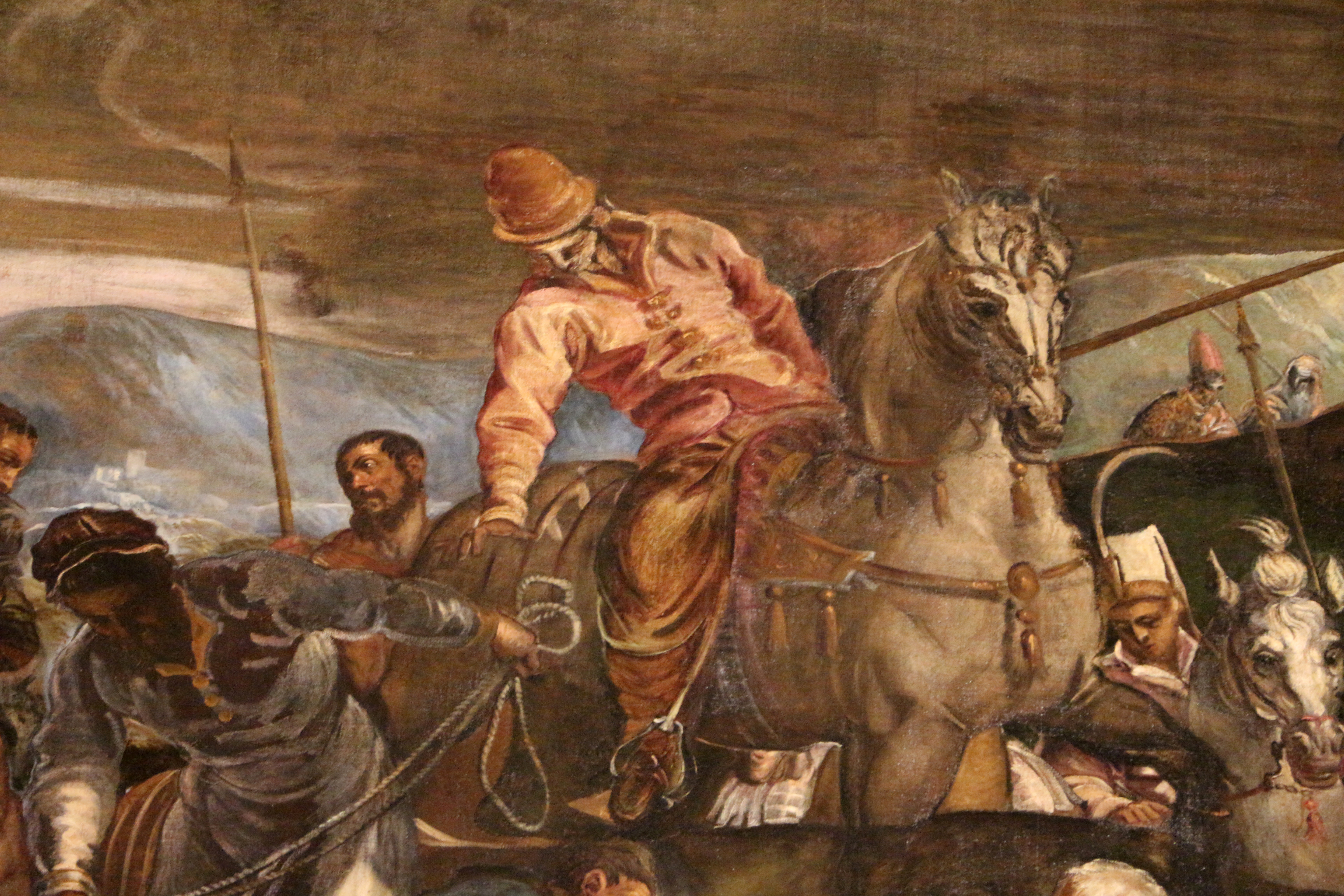
画面右後景。罪人を十字架に縛るのを手伝おうとしている。

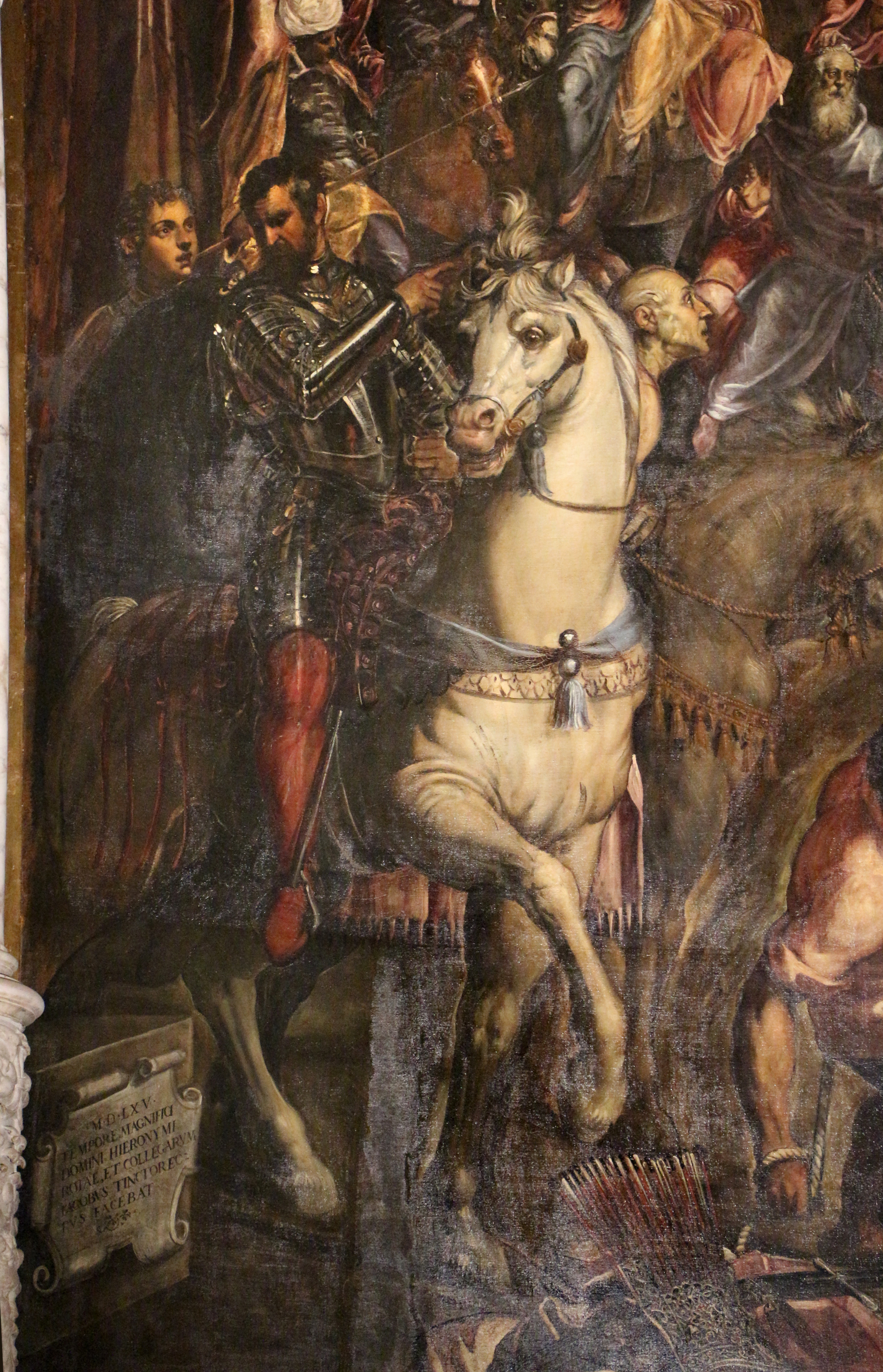
白馬に騎乗した百人隊長。
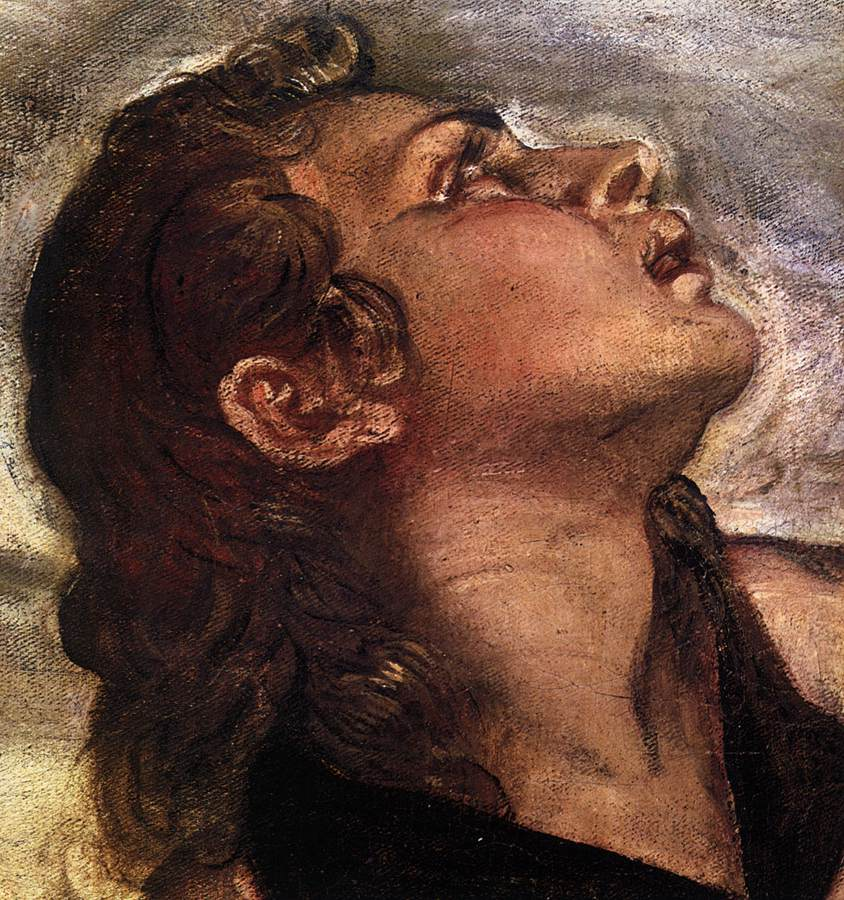
キリストを見上げる女性。
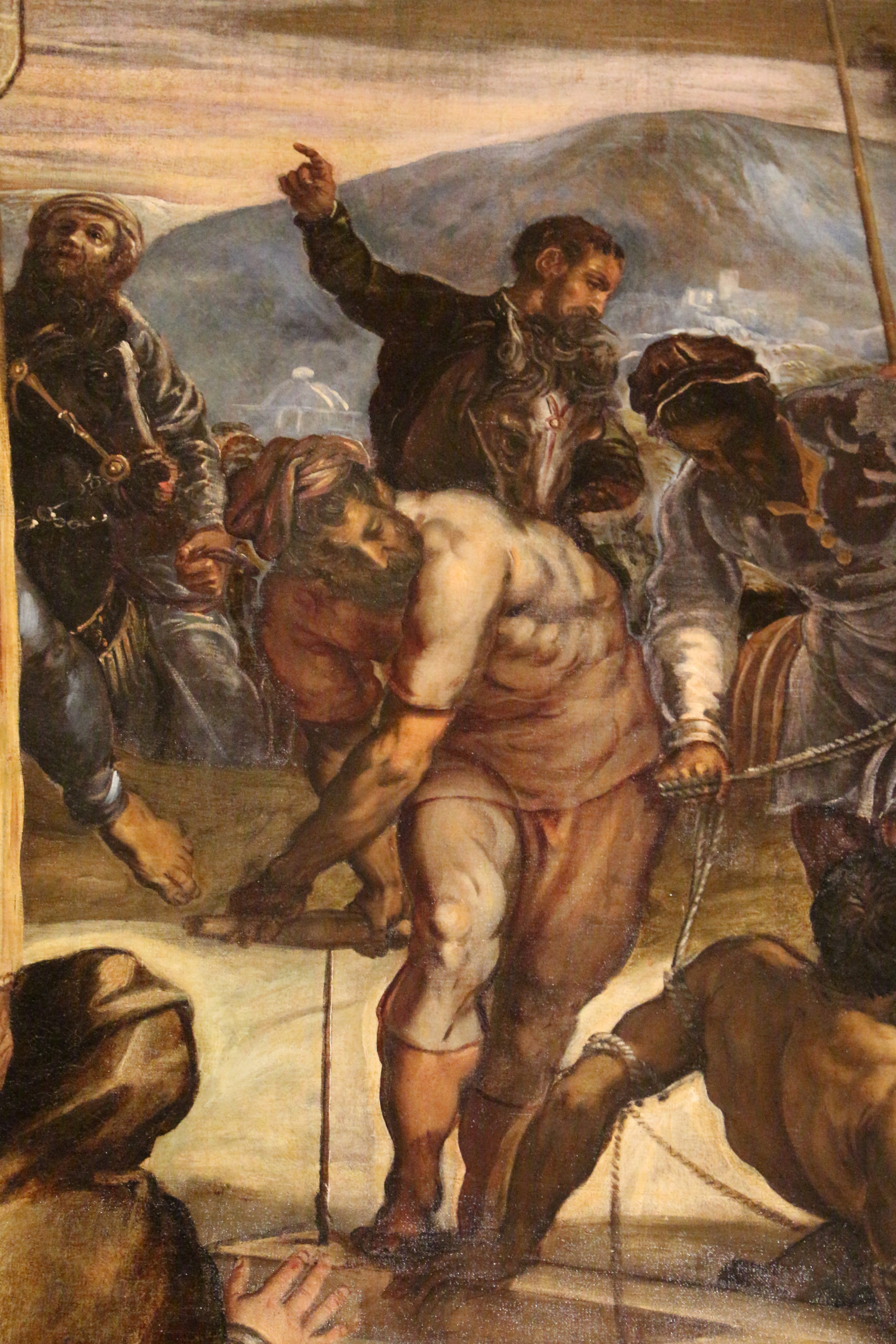
十字架を準備する人物。